# Ophiothrix ailsae
Ophiothrix ailsae is een slangster uit de familie Ophiotrichidae.
De wetenschappelijke naam van de soort werd in 1970 gepubliceerd door Luiz Roberto Tommasi. Hij vernoemde de soort naar Ailsa McGown Clark die bij het British Museum aan stekelhuidigen werkte.